# Fontaine de la place Général-Espagne (Aubusson)
La fontaine de la place Général-Espagne est une fontaine publique française à Aubusson, dans la Creuse.
C'est un monument historique inscrit depuis le 15 juin 1926.